# 天津事件

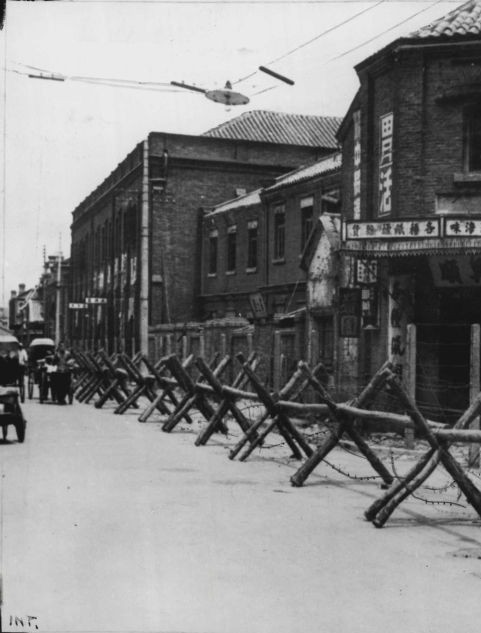
1939年夏、天津のイギリス、フランス租界の周辺に日本軍が設置した障害物

天津事件（てんしんじけん）は大日本帝国陸軍の北支那方面軍が華北の天津条約港にある租界を封鎖したことにより生じた国際事件である。小さな行政的論争が発端となり、大きな外交事件にまで発展した。

## 背景
1931年の満州事変以来、日本は中国全土を日本の勢力圏下に置くという究極目的の下、中国の独立を妨げようとする政策をとった。イギリスと中国の関係は、1930年代中頃までは特に良好でも親密でもなかったが、日本の台頭がロンドンと南京の関係改善を促進した。イギリスの歴史家Victor Rothwell はこう書いている：「1930年代中頃に、もし中国に西洋の友人があったとするなら、それはイギリスであった。1935 - 1936年にイギリスは中国に資金面で本当の援助を与えたし、華北を侵食する日本に対して本当の関心を寄せた。日本のこうした活動を緩和させられる唯一の望みは英米共同戦線にあることを認識し、英国はそれを何度も米国に提案したが、常に拒絶された。」 すると、改善された英中関係が、今度は日英関係を緊張させた。
1937年7月30日、天津は日中戦争の軍事作戦の一環として日本に占領されたが、1941年までの日本は外国の天津租界に対しては手出しせず治外法権を尊重し続けていたため、完全に天津が占領されたわけではなかった。1937年12月、日本は中国の商都である上海を占領した。中国政府の全収入の85％が上海からのものであったため、これは蒋介石大元帥の政府にとっては大きな痛手であった。上海失陥後、日本に抵抗し続けるための中国の経済力は非常に疑わしいものとなった。日本軍の中国での一連の勝利を受けて、日本の公爵近衛文麿首相は、1938年1月初旬、中国を事実上の保護国に変えることになるであろう全面的な「交渉の余地のない」戦争目的を発表した。1937年7月の戦争の開始以来、日本は旧都北平を含む華北の大部分を占領し、揚子江では上海、そして中国の首都南京を占領した。
一連の勝利の後、近衛首相は戦争に勝利したとみなした。近衛は日中平和の理想的な基盤として満州国の地位について話した。時には、近衛はさらに進んで、1905年に日本が韓国に対して行った保護領化と、その後に続く1910年の韓国併合を、平和の理想的な基盤として言及した。新しい日中関係のモデルが満州国であれ朝鮮であれ、戦争が日本の満足する形で終わるためには、中国人は日本に従属する立場を受け入れなければならないという意図を近衛は全く隠しもしなかった。
近衛の示した和平条件は非常に極端で峻烈なものだったため、日本の軍部でさえ、この条件では蒋介石が決して和平を受け入れないという理由で反対した。ドイツは日中両国と友好関係にあり、どちらかを選択したくないため、ドイツのコンスタンティン・フォン・ノイラート外相は、中国と日本とドイツの間の妥協和平を調停しようとしていたが、近衛の和平条件を見て、これはただ蒋介石に拒絶させるために、意図的に法外で屈辱的な要求をしているように思えると不満を述べた。近衛の主な要求は、中国が満州国を承認することと、防共協定に署名すること、日本軍将校に中国の国民革命軍の指揮権を認めること、日本軍が占領した中国の全地域において無期限の日本軍駐留を認めること、日本に賠償金を支払うことであった。中国は、日本が引き起こした戦争の全費用の支払いばかりでなく、中国人が日本の力に挑戦しようとした愚かさを反省するように罰金も支払うことまで要求された。
近衛は、日本が蒋介石の政府を破壊して完全勝利を収めることで戦争を終結させるという極端な意図を持つ戦争を選択し、外交上の妥協を目指すためのあらゆる努力を意図的に妨害した。近衛の演説により、日本はその「交渉の余地のない」戦争目的を達しない限り敗北とみなされるような状況を自ら作ってしまった。蒋介石は演説で、近衛の戦争目的は平和を作るための基礎とはならないと、直ちに拒否したため、日本が近衛の計画を履行させるためには、日本は中国で決定的な勝利を収めるしかなくなる。それが一貫して近衛の意図であった。1938年1月16日、近衛は計画達成への「不変の」公約をもう一度発表し、蒋介石が和平条件を拒否したため、日本政府は蒋介石の政府の打倒を公約とすると発表した（第一次近衛声明）。
1938年1月18日、近衛は別の演説を行い、日本が蒋介石の政府を地球上から「根絶」するという彼の真の目標を達するために、到底受け入れられないような和平条件を要求したことを率直に認めた。日本は蒋介石が率いる中国政府とは決して和解しないこととしたため、妥協による和平はもはや不可能になり、したがって日本は中国に対して完全勝利するしかなくなった。中国政府が中国奥地へ後退すると、日本陸軍に兵站上の大問題が突き付けられた。日本陸軍は、近衛の計画が求める「完全勝利」を勝ち取るために必要な、中国奥地への戦力投射能力を持ち合わせてはいなかった。
中国のように広大な国を更に征服しようとすることの兵站上の問題を、近衛よりもはるかによく理解していた日本軍は、まさにその兵站上の理由を挙げて近衛の計画に反対した。近衛声明は、中国に対する完全勝利を公約としているが、それを達成する力を日本は持たない。しかし、近衛の計画を達成できないならば、それは日本の敗北にみえてしまう。1938年7月、日本は武漢を占領して最終的な勝利を得るための攻勢を開始した。1938年夏の攻勢では武漢を奪うことに成功したが、日本軍は揚子江に沿って更に後退した中国国民革命軍の中核を撃破することには失敗した。武漢攻勢の後、日本陸軍は東京に向けて、揚子江中央部の軍隊は長くて薄く非常に伸びすぎた補給線の末端にあり、揚子江に沿ってそれ以上前進させることはもはや不可能であると報告した。陸上戦で最終的な勝利を得られなかった日本軍は、代替手段として空爆に方針転換し、全面的な爆撃作戦を開始することにより、臨時首都となった重慶を跡形もなく焼き払うことを企図した。
日本による重慶爆撃は数十万の市民を殺害したが、中国の抗戦意志を挫くことは出来なかった。中国での勝利に向けた日本のもう一つの代替策は、1938年11月に汪兆銘の下に傀儡政権を樹立したことであった。汪兆銘は国民党の左派のリーダーであったが、孫文死後の後継者争いで蒋介石に敗れた人であった。この汪兆銘の新政権を立てることで、国民党の指導者たちが汪兆銘政権へ流出することへつながり、それにより蒋介石政権の崩壊を引き起こすことを期待するものであった。しかしながら、日本が汪兆銘に本当の権力を与えることは拒否したため、大多数の中国人の目に傀儡政権と映った汪兆銘政権は、中国国民の信用を得られなかった。
同じころ、大いに恐れられていた中国の秘密警察の長である戴笠は、日本への協力者や日本の官憲を暗殺するために、中国内の日本占領地域へ秘密工作員を派遣する工作を開始した。時には三合会とも緊密に協力して（戴笠は青幇の首領である犯罪王の杜月笙と親友かつビジネスパートナーであった）、戴笠の部下たちは日中戦争中に何百もの暗殺を行った。1937年8月から1941年10月にかけて、国民政府軍事委員会調査統計局（軍統）の工作員たちは、上海だけでも、中国人協力者と日本人将校40人をあわせた約150人の暗殺を実行した。中国人の中に住んでいた中国人協力者の殺害は簡単だったが、兵舎に居続ける傾向があった日本の将校の殺害はより困難だった。秘密工作員は、大学ではなく地方の学校を卒業した若い男性の傾向があり（超保守的な戴笠は、知識人たちは私欲のためにあまりにも多くの西洋の影響にさらされていると感じて軽蔑していた）、大抵は武道に熟達した者であった。また、軍統の工作員は、無条件に忠実であり、運動のためには常に死もいとわないことが求められた。
戦争が膠着状態になり、日本は中国で決定的な勝利を収めることができなくなったため、日本は蒋介石政府の経済崩壊に勝利への期待をかけるようになった。長江上流域の西部にあたる重慶周辺は、中国で最も貧しく、最も後進的な地域の一つであり、したがって近代戦を戦うために必要な莫大な費用を賄うために必要な経済基盤を維持することができないため、それは合理的な希望であった。さらに、日本の残虐行為、最も悪名高い1937年12月の南京大虐殺によって、日本軍から逃れるために、世界史上最大の難民の移動として1,200万人の中国の民間人も長江を遡って重慶へ逃れた。難民たちは、避難所、食糧、そしてしばしば医療を必要とした。1938年までに、中国政府は、莫大な戦費支出と急落する税収基盤との間に挟まれて財政危機に陥った。1937年から1939年の間に、中国政府の支出は3分の1増加し、税収は3分の2減少した。
戦争を継続するための資金不足に直面して、蒋介石は戴笠と杜月笙が監督する作戦で、マカオと香港を経由したアヘンの販売を組織するなど、収入を増やすための必死の取り組みの強化を始めた。国民党政府は、澳門治安警察や香港王立領事館のいずれかにより荷物が押収され、その結果として公的関係に問題が生ずるリスクをも冒してでも、資金獲得の必要性を優先させた。中国の財政部長孔祥熙は単純に紙幣をどんどん増刷したため、世界最悪のハイパーインフレーションの一つのスパイラルへつながった。中国の兵士と公務員の給与は無価値となった中国元で支払われたため、中国の戦争努力は深刻に損われた。イギリスが中国元を安定させることを意図した一連の融資を行ったのはこの時であった。
イギリス政府は、1930年代のいわゆる「ドミノ理論」の考え方に同意した。もし日本が中国を支配したら、必然的に日本はイギリスのアジアにおける植民地とオーストラリアやニュージーランドへの支配に対して攻撃してくると考えられていた。そのため、ネヴィル・チェンバレンのイギリス政府は、日本との戦争は望まなかったが、日本が中国に対して勝利することを受け入れる準備はできていなかった。イギリスの観点からみると、日本が大英帝国に向かって攻撃してくるよりは、日本が中国での戦争に掛かりきりになっている方がはるかに望ましい。そこでイギリスの駐中国大使カー卿は、イギリスが中国へ戦争資金の融資を行わなければ、日本の望みどおりに国民党政権の経済崩壊が起こる可能性が非常に高いと、ロンドンに報告した。
1938年後半から、イギリスは蒋介石が戦争を継続できるよう、中国へ一連の融資を開始した。1939年までに、中国政府はイギリスから50万ポンド相当の融資を受けた。さらに、1939年3月、イギリス政府は国民党政権に融資を行って中国の銀を担保に取ったイギリスの銀行に対して、政府保証を提供することにより、元を安定させる努力を始めた。この政府保証により、イギリスの銀行は中国に約500万ポンドばかりを融資することができた。これは、日本が建設しようとしている「東亜新秩序」に対する「正面攻撃」であるとして日本政府が公に非難した。
イギリスによる中国への融資は、イギリスが中国への財政的支援をやめさえすれば、日本はついに戦争に勝てると信じていた日本人を大いに怒らせた。近衛は中国の通貨を安定させることで中国の完全な経済崩壊を防ぐための英国の努力は、近衛の計画達成のために必要な勝利を妨げている唯一の障害であると考えた。中国への貸付はイギリス政府によって保証されていたため、担保としての中国の銀は経済的観点から厳密には必要ではなかったが、公的関係のためには、中国人は担保を提供せねばならないと感じられていた。さもなくば、イギリス人は中国のような見通しの悪い財政を持つ国への融資を保証する政府を承認しなくなるかもしれない。
同時に、米国とソ連もまた、日本を中国に掛かりきりにさせるために国民党政府へ融資を行った。アメリカは1938年12月から中国に約4500万ドルを貸し、ソビエトは2億5000万ドル相当のルーブルを貸した。ソビエトが中国を支援しないよう説得するために、日本人は1938年～1939年にソビエト連邦との国境戦争を開始したが、それは1939年8月ノモンハンの戦いで日本の手痛い敗北に終わった。

## 程錫庚暗殺事件
1939年夏、天津事件で日英関係の大危機が発生した。1939年4月9日、日本が所有する華北の中国聯合準備銀行の管理者であった程錫庚が天津の大劇場で中国人国家主義者たちによって暗殺された。程錫庚を殺害した爆弾攻撃では、劇場内で偶然に程錫庚の近くに座っていた無関係の人も巻き添えとなって数人死亡した。日本は、イギリス租界に住む6人の中国人男性が暗殺に関与したと非難した。地元のイギリス警察は、6人のうち4人を逮捕し、拷問をせずに5日以内に英国の管理下に戻すという約束の下で、日本に引き渡した。拷問を受けて、4人のうち2人は暗殺への関与を自白した。自白は拷問により得られたものであるが、地元のイギリス警察は被告人が暗殺に関与したと結論付けた。4人の男が英国の管理下に戻ると、蔣介石の妻である宋美齢が重慶のイギリス大使のカー卿に対して、被告人の暗殺者は抵抗活動に関与した中国の工作員であることを知らせて、被告人が日本に返還されて処刑されるのを防ぐロビー活動を行った。地元のイギリス領事であるジェミーソンは、事件の詳細、中でも告発された暗殺者を引き渡すことを彼が日本人に対して約束した事実について、イギリス政府に十分な情報を提供していなかった。イギリス外相ハリファックス卿は、自白が拷問によって得られたと聞いて、告発された暗殺者を日本に返還しないように命じた。
天津駐在の日本陸軍第27師団長の本間雅晴中将はイギリス人から友好的であると見なされていたが、北支那方面軍の参謀長が山下奉文中将は中国における西洋の租界を全廃する主張の信奉者として知られていた。1939年初頭以来、山下は、天津のイギリス租界の廃止を主張し、イギリスが暗殺者とされる人物の引き渡しを拒否すると、租界の封鎖を命じるよう東京の上司を説得した。
1939年までに、日本人の間では、中国を動かし続けているのはイギリスの経済支援であり、物事を前に進めるにはイギリスとの対決が必要であるとの確信が高まっていた。日本の外務省の秘密研究での議論によれば、中国全体が日本の影響範囲内に入るのを許すということは、アジアにおけるイギリスの影響力が実質的に終焉することを意味する。日中が組み合わされば、それはアジアを支配する巨象となる。つまりイギリスの観点からみれば、中国が敗北することは許容できないということであり、したがって外務省がイギリスの政策を変化させられる可能性はまずなかった。米英が共同所有している上海の国際居留地とは異なり、天津のイギリス租界であれば、英米両国と一度に対立することは回避できるから、まさにおあつらえ向きであり、日本は1939年初頭にはそれを封鎖することをすでに決定していた。イギリスにとっての更なる問題は、通常ならば租界の警察は中国人容疑者を天津警察に引き渡して中国の裁判所で裁判にかけられるものとされていたのだが、イギリスは、名目上は天津警察を支配している南京の汪兆銘政権を承認していなかったため、租界の警察は、ロンドンが中国政府として承認していない政権に属する警察へ中国人容疑者を渡すのをやめていた。租界の警察に捕らえられれば地元の牢獄に入れられるが、日本に捕らえられて拷問されて処刑されるよりはまだましなため、多くの「軍統」工作員はイギリス租界を拠点として工作活動を行うようになっていた。日本の汎アジア主義の宣伝によれば、平和、繁栄、兄弟愛によりアジアの全ての人々を団結させると言われていたが、中国人たちは日本よりもイギリスの囚人になることを好んだ。
同時に、1938年後半からのドイツ外務省との交渉において、防共協定を反英軍事同盟に転換するというドイツの要請に対して、日本は反ソビエト軍事同盟にのみ署名することを主張して、日本外務省が拒否していたという事実は、日本がまだイギリスとの戦争へ進む準備ができていなかったという事実を反映している。ドイツ海軍は英国との戦争準備ができるまでに、まだ数年かかるため（ヒトラーが1939年1月に承認したZ計画は、ドイツ海軍に対して1944年までに王立海軍との戦争準備を整えるよう要求していた）、ドイツ外相ヨアヒム・フォン・リッベントロップは、ドイツの海軍の弱さに対する最良の補償として、日本のような強力な海軍力を持つ国との同盟を望んでいた。

## イギリス租界封鎖
1939年6月14日、大日本帝国陸軍の北支那方面軍は、イギリス当局が日本への協力者を暗殺した4人の中国人の引渡しを拒否し、イギリス租界に匿っていることを理由として、外国租界を包囲して封鎖した。租界への出入りを求める者は誰であれ日本兵により公に身体検査され、食糧と燃料の租界への持ち込みは許されなかった。租界を遮断するため、日本軍はその周囲に電気柵を建設した。日本政府は、告発された殺人犯の問題は封鎖の要点ではなく、4人を引き渡しても封鎖は終わらないと宣言した。北支那方面軍は、「矢は既に放たれた。もはや容疑者の引き渡しで終わるものではない。この問題を通じ、帝国陸軍はイギリスの援蒋政策を再検討することを呼びかけている。イギリス租界官憲が『日本とともに東亜新秩序建設に協力する』との新政策を高くかかげるまでわれわれは武器を捨てることはないであろう」と声明を出した。日本は、イギリス政府に対し、イギリスの銀行内にある中国政府に属する全ての銀準備の引き渡し、大英帝国の全域の全ての反日ラジオ放送の禁止、日本政府を攻撃的であると見なす学校教科書の禁止、法幣の発行終了を要求した。日本の真の狙いは、暗殺犯の引き渡しではなく、イギリスによる中国への財政支援の終了であった。 
1939年6月16日、英国外務省は記者会見で、日本の要求の受入れは「陛下の政府が過去に追求した政策を、力による脅しを受けて放棄することを意味します。その政策は極東に関心を持つ他の大国のそれと同じです。」と述べた。1939年6月20日、ハリファックス卿は貴族院に、日本は拷問によって得られた自白以外の独立した証拠を提示できなかったと述べ、イギリスはそのような証拠が現れるまでは、4人の告発された暗殺の容疑者を引き渡さないと述べた。
しばらくの間、特に租界に出入りしようとするイギリス人が身体検査において日本から侮辱的な扱いをうけたとイギリスで報道されて炎上したときは、日英戦争が発生しかねない状況にみえた。イギリスの世論は、日本兵により銃剣を突き付けられて公の場で服を脱ぐことを余儀なくされたイギリス女性の報告に特に腹を立て、ステレオタイプ的な「黄禍論」の洪水がイギリスのメディアで広く惹起された。イギリスの海軍元帥のロジャー・キーズ卿はこの状況は宣戦布告に等しいと考えた。その当時の天津は華北におけるイギリス貿易の主要な中心地であり、約1500人のイギリス人が居住しており、その半数は兵士であった。
ネヴィル・チェンバレン首相は、この危機は非常に重要と考えたため、王立海軍に、対独戦争よりも対日戦争の可能性により注意を払うよう命じた。日本では1939年夏に、メディア、陸軍、そして様々な右翼団体が激しい反英宣伝活動を行った。日本の正当性を訴える宣伝に賛成の木戸幸一内務大臣は、彼らの反英メディア攻撃を抑えるための手段を何も講じなかった。この対立において日本を勇気づけたことは、日本はアメリカの外交暗号を解読していたため、重慶と東京のアメリカ大使館からの傍受した報告を読んでおり、イギリスがアメリカの支援を求めたが拒否されたことを知ったことだ。アメリカの駐中華民国公使ネルソン・ジョンソンからのメッセージは、日本に何らかの制裁を課せば戦争を引き起こすと思われる、というものであり、その理由によりアメリカが制裁に反対するという彼の助言をみて、日本政府がそのスタンスを維持する方向に傾かせただけでなく、それはまた、アメリカの弱さの印象を与え、アメリカは日本との戦争を恐れており、それを避けるためならば、ほとんどどんな代償でも払うだろうという印象を与えてしまった。
そのころ、日本とソ連の国境戦争は急速に拡大し、日本軍は1939年7月から9月の間に70％の死傷者を出す大きな犠牲を払った末に赤軍は手強い敵であることを認識した。1904～05年の日露戦争以来、日本の将軍はロシアを軽視してきたが、簡単な勝利を期待していた日本は、戦いの激しさに驚かされた。

## 解決
1939年6月26日、イギリスの海軍と外務省は、内閣に、封鎖を終わらせる唯一の方法はイギリスの主力戦闘艦隊を極東海域に送ることであるが、ナチス・ドイツがポーランドを脅かす現下の危機に鑑みれば、それは軍事的には勧められないと報告した。いまイギリス海軍の大部分をシンガポールへ派遣してしまえば、今後ドイツがポーランドに侵攻した場合にイギリスはドイツに海上封鎖の制裁を課すことができなくなる。そうして、アドルフ・ヒトラーがポーランド侵略を決定することを踏みとどまらせるイギリスの主要な抑止力の一つがなくなれば、ヒトラーが戦争を選択しやすい環境を作ってしまう。
さらに、ヨーロッパで戦争が勃発した場合、イタリアのベニート・ムッソリーニ政権が鋼鉄協約を尊重する危険があるため、チェンバレンはフランスから、地中海でイギリスの海軍力を弱めることのないよう強い圧力を受けていた。1939年5月にローマで署名された鋼鉄協約はドイツとイタリアの攻守同盟である。つまり、ドイツとの戦争が始まれば、本当にイタリアが参戦する可能性があった。
フランスの首相エドゥアール・ダラディエは、イギリスの地中海艦隊がシンガポールへ送られるよりも、地中海に留まることを望んでいることをイギリス政府に非常に明確に示し、イギリスは日本との危機においてフランスからの支援は期待できなかった。
アメリカからの支援を得るための努力も行われたが、アメリカからは、純粋にイギリスの利益のためだけに日本と戦争する危険は冒さないと言われて失敗した。その後、チェンバレンは、東京の英国大使である ロバート・クレイギー卿に対して、英国の名声をあまり損なうことなく危機を終わらせる方法を見つけるよう命じた。日本との交渉の過程で、クレイギーは日本の指導部内の分裂、特に軍部をより強い管理下に置きたい平沼騏一郎首相と、文民からの統制を弱めたい軍部の間にある分裂を利用した。
日本政府内には更に分裂があった。今回の危機を利用してイギリスとの戦争を開始したいと考えていた勢力と、中国との戦争に加えて、ソ連との国境紛争も交じり合っているところへ、三つ目の戦争を始めることは賢明ではないと議論していた勢力があった。簡単な勝利を期待していたノモンハン事件において、赤軍に敗北したことは、日本陸軍を驚かせ、大きな衝撃を受けた多くの日本の将軍たちが、ほんの一瞬ではあったかもしれないが、好戦性を失った。日本の外相有田八郎は定期的にクレイギーと会った。そして協定を締結した1939年7月22日までには会談において勝っていると感じた。しかし、1939年7月26日、アメリカが1911年の日米通商航海条約を更新しないことを6か月前に通告をしてきた。これにより、イギリスが日本に対してもたらしうる経済的圧力が高まった。
ルーズベルト政権は極東で宥和策を実施したが、天津事件のような行動は、日本は制御不能であるとアメリカ人に確信させ、アメリカは1911年の条約を取り消すなどの動きを通じて経済的圧力をかけ、アジアにおける既存の国際秩序への挑戦をやめるよう日本に圧力をかけ始める必要が出てきた。昭和天皇は激怒し、侍従武官長の畑俊六に次のように語った。
「金属や石油を削るのは大きな打撃かもしれない。次の6か月間は[石油と屑鉄]を購入できたとしても、その後は苦境に陥る。陸海軍の規模を3分の1に縮小しない限り、それは成り立たない。彼ら[陸海軍の指導者たち]は、ずっと前からこのような事態に備えておくべきであった。彼らが今ごろそれについて騒ぎ立てているのは受け入れられない。
アメリカの歴史家ハーバート・ビックスによれば、昭和天皇は、1911年の条約の破棄通告を招くことになった中国との戦争を終えることを考えるわけでもなく、それに対するアメリカの動きを予測もせず、その動きに対する備えもしない陸海軍の将軍たちに対して、しばしば批判的であったと書いている。
日本の白鳥敏夫大使はローマから、英国が封鎖への報復を模索していると報告し、「日本が以前のような英国との良好な関係を再開できる見込みはほとんどないことを認識せねばならない」と警告した。白鳥は、1938年11月にドイツから要請のあった防共協定を反英軍事同盟に転換する案に日本は同意すべきであると助言した。。同様に、非常に親独的な日本の大島浩大使もベルリンから、危機を日本にとって有利に解決するための最良の方法としてドイツ・イタリアとの軍事同盟に署名することを助言した。
1939年7月24日、「リッベントロップ機関」でアジア関係を担当するハインリヒ・ゲオルク・スターマーは大島と会い、1939年6月16日にリッベントロップが軍事同盟を提案してから、日本から返事がなかったことを伝え、アドルフ・ヒトラーは9月にニュルンベルクで予定されているNSDAP集会で外交政策に関する大きな演説を準備していると伝えた。そのため、リッベントロップは、日本が交渉を進めるつもりがあるのかどうか、今すぐ答えを必要としていた。7月28日、リッベントロップは大島と会い、ドイツとの同盟に署名するよう迫り、日独両国は英国を共通の敵としていると論じた上で、日独同盟を結べば天津事件も日本の有利に解決できる可能性を高めるだろうと示唆した。板垣征四郎陸軍大臣は、ドイツ・イタリアとの軍事同盟がすぐに署名されない場合、辞任して内閣を倒すと脅したが、1939年8月4日、木戸内相は板垣陸相に会い、待つように説得した。1889年の大日本帝国憲法の下で陸海軍は首相ではなく天皇に直属しており、なおかつ軍部大臣現役武官制により陸相・海相は陸軍・海軍が同意した現役将校でなければならなかった。このため、陸相・海相は、辞任することにより首相が組閣することを妨げることができ、それにより内閣を倒すことができ、そのことが「国家の中の国家」を形成した軍部が政府の決定に対して拒否権を持つことを許してしまった。

1939年8月8日、ドイツ・イタリアとの同盟に署名するかどうかを議論する会議の場で、再び板垣は直ちに日本は同盟に署名すべきだと要求した。平沼首相は、戦争の危機に瀕しているヨーロッパの状況で、日本はまだ英国との戦争に巻き込まれてはならないと主張し、同盟に反対した。1939年3月31日、自由都市ダンツィヒのドイツへの再帰属をポーランドが許可しない場合、ポーランドと戦争するとドイツが脅迫している間、英国はポーランドの独立を保証した。平沼は、ドイツとの同盟が日本を英国との望まない戦争に引きずり込み、さらにソビエト連邦が「平和の戦線」に加わることを招く可能性があり、そうなれば中国との戦いがまだ続いているのに、日本はソビエトとイギリスの両方とも戦わなければならなくなると主張した。帝国陸軍が目下進行中のソ連との国境紛争において負けつつあることを板垣に指摘しなかった点で平沼は如才なかった。石渡荘太郎蔵相は経済的な理由から英国との戦争に反対の立場で助言し、有田八郎外相はイギリスとの対決の目的は中国への支援をやめさせることであり、新しい戦争を引き起こすことではないと述べた。ヨーロッパでドイツを封じ込めることを意図したイギリスによる「平和戦線」が間もなく誕生し、イギリス、フランス、ソ連、さらにアメリカも参加する可能性がある同盟を相手に日本が戦わざるを得ない状況に陥りかねないことが主な懸念であった。米内光政海相は、もし日本が英仏中ソ米同盟と戦わなければならないとしたら、勝つ見込みはないと述べた。その会議では、ドイツとイタリアとの同盟はまだ締結すべきではないと結論付けた。板垣陸相は町尻量基 軍務局長を通じてドイツ大使オイゲン・オットとイタリア大使ジャシント・オーリティに手紙を送った：

「陸軍は8月8日の五相会議で協定について有利な決定を得るためにあらゆる努力をしたが、日本からの6月5日の提案以来、進展は見られない。状況は非常に危機的であり、陸軍大臣は最終措置として辞任することを躊躇せず、それはほぼ間違いなく大島と白鳥の辞任につながるだろう。辞任は当初、協定に大きな後退をもたらすが、徐々に日本の協定締結に向けた基盤を強化することにつながる。しかし、私が責任を果たすには辞任する以外の方法はない。上述の決断は8月15日までに実行に移される予定である」。
しかし、同盟の提案を対ソ同盟ではなく対英同盟とすることにドイツが固執したため、板垣は結局辞任しなかった。
同時に、イギリスは日本製品への関税を引き上げることで日本に経済的圧力をかけた。クレイギーはイギリスの戦闘艦隊の派遣が否決されたことは知っていたが、彼はしばしば日本との会談中に、英国が封鎖を解除するために戦争に向かうだろうとして武力行使をほのめかした。
クレイギーのブラフがきいたことと、日本政府内では異なる政治的勢力で別々の議論がなされていたこともあり、クレイギーの日本の過激な要求（イギリスの銀行にある中国の銀の引き渡し要求など）は取り下げるよう日本を説得できた。クレイギーは中国の容疑者を引き渡すという日本の要求には服従することに同意した。
日本側を妥協に向かわせた決定的な圧力となったのは、中国との戦いがまだ解決されておらず、ソビエト連邦との全面戦争の危機に瀕しているうちに、英国との戦争になりそうな事態を招いていることに対して昭和天皇が不満を明らかにしたことであった。さらに昭和天皇は、対英戦争は日本をドイツの支持に押いやりすぎることなり、それはドイツを利することになると感じた。天皇は日本人から現人神として崇拝されていたので、天皇陛下がこの危機について不満を表明しているということは、日本の権力中枢においては、この危機を平和的に解決させねばならない強い圧力となった。
結局のところ、日英交渉は次のような経緯を経ることになった。クレイギーと有田八郎外相は、和解の基礎とするために2項目の「処理要綱」に一旦は合意した（有田・クレイギー協定）。ここでイギリスは、中国に戦争状態があり、それにより日本はある種の行動をとる必要があることを認識し、イギリスは日本の行動を妨げることはしないことを約束した。しかしそのあと具体的問題について交渉は決裂したが、1939年8月20日、イギリス軍は4人の中国人逃亡者を引き渡して封鎖を終わらせることを選択した。中国人たちは後に合意に違反した日本により公開の斬首により処刑された。
4人の中国人の日本人への引き渡しは、英国で多くの怒りを引き起こし、下院議員たちには有権者たちからの抗議の手紙が殺到した。イスラエルの歴史家アーロン・シャイは、チェンバレン政府のこの広報上の失態は、もし第二次世界大戦が2週間後に始まっていなかったら、今でもより人々の記憶に残っているはずだと観察した。中国政府は、4人の男性が日本人によって処刑されてしまうと述べて、イギリスに再考を求めたが、蒋介石はイギリス人が日本の経済的要求には屈しなかったことを喜んだ。

### 概観[54]
7月に外務大臣の有田八郎と駐日英国大使のロバート・クレイギーを代表として、現地から領事や軍関係者も交えて東京で会談が行われた（有田・クレーギー会談）。先ずイギリスの立場について一般的原則を定める有田・クレーギー協定の締結を見たが、同月中にアメリカ合衆国による日米通商航海条約の破棄通告が行われた事も影響し、具体的問題の協議にあたり会談は頓挫し、翌月交渉決裂に至った。しかし、同月中に独ソ不可侵条約が締結されると、日英会談は再開され、北支駐屯英国軍の引き揚げ通告・実施などを経て、翌年六月に交換公文の取り交わしなどが行われたのち、天津租界封鎖は解除された。

## 結末
天津事件は、日本の駐英大使重光葵が示したように交渉を通じて状況を打開しようとした日本政府と、北支那方面軍司令官杉山元陸軍大将が天津の外国租界の完全撤廃を要求することで状況を悪化させた日本軍の間にある外交政策の隔たりを浮き彫りにした。イギリスの歴史家D.C.ワットは、この日本の部分的な外交的勝利によって、第二次世界大戦の最初の一年は日本に中立を保たせることになったと議論している。また天津事件は、アメリカにイギリス支援のための強力な立場をとらせることに失敗したこともあって、アジアにおけるイギリスの軍事的・外交的な立場の弱さを浮き彫りにした。日本はイギリスに4人の中国人容疑者を引き渡させることには成功したが、イギリスの対中経済支援をやめさせるという主目的を達することはできなかった。1940年10月までに、英国政府は中国に1,000万ポンド相当の融資を提供した。この数字はイギリスの様々な銀行が中国に対して行った貸付は含んでいない。1940年の秋までに、イギリスからのアメリカ経由の中国向け融資は、2億4500万ドルを提供し、中国の国民党政府にわずかな経済的安定をもたらし、戦争を継続させた。
天津事件は、日本が西側諸国による蒋介石への支援をやめさせるために、西側諸国に対決姿勢を示すパターンの始まりであった点が重要だ。この対決の最終的に行きついた先が、1941年12月の日本と米英と開戦であった。

### 書籍
- Swann, Sebastian (2008). Japan's Imperial Dilemma in China: The Tientsin Incident, 1939–1940. Routledge. ISBN 0-415-29715-X

- Watt, D.C. (1989). How War Came The Immediate Origins of The Second World War, 1938–1939. New York: Pantheon Books. ISBN 0-394-57916-X